# 坪能克裕
坪能 克裕（つぼのう かつひろ、1947年 - ）は、日本の作曲家。

## 人物
東京音楽大学作曲科卒業。
国際現代音楽祭入選ほか、各種音楽賞受賞。
日本現代音楽協会会長を勤める傍ら、文教大学、東京音楽大学で後進の指導にあたった。

## 作品
- 聖戦士ダンバイン - 音楽・主題歌作曲

## CD
- 坪能克裕 スカイ プリズム-現代日本の作曲家シリーズ40　（フォンテック）